# Unterseeboot 595
L'Unterseeboot 595 ou U-595 est un sous-marin allemand (U-Boot) de type VIIC utilisé par la Kriegsmarine pendant la Seconde Guerre mondiale.
Le sous-marin fut commandé le 16 janvier 1940 à Hambourg (Blohm & Voss), sa quille fut posée le 4 janvier 1941, il fut lancé le 17 septembre 1941 et mis en service le 6 novembre 1941, sous le commandement du Kapitänleutnant Jürgen Quaet-Faslem.
L'U-595 n'a ni coulé ni endommagé de navire au cours des trois patrouilles (69 jours en mer) qu'il effectua. 
Il s'échoua sur les côtes algériennes après une attaque de l'aviation britannique, en novembre 1942.

## Conception
Unterseeboot type VII, l'U-595 avait un déplacement de 769 tonnes en surface et 871 tonnes en plongée. Il avait une longueur totale de 67,10 m, un maître-bau de 6,20 m, une hauteur de 9,60 m et un tirant d'eau de 4,74 m. Le sous-marin était propulsé par deux hélices de 1,23 m, deux moteurs diesel Germaniawerft M6V 40/46 de 6 cylindres en ligne de 1 400 cv à 470 tr/min, produisant un total de 2 060 à 2 350 kW en surface et de deux moteurs électriques BBC GG UB 720/8 de 375 cv à 295 tr/min, produisant un total 550 kW, en plongée. Le sous-marin avait une vitesse en surface de 17,7 nœuds (32,8 km/h) et une vitesse de 7,6 nœuds (14,1 km/h) en plongée. Immergé, il avait un rayon d'action de 80 milles marins (150 km) à 4 nœuds (7,4 km/h; 4,6 milles par heure) et pouvait atteindre une profondeur de 230 m. En surface son rayon d'action était de 8 500 milles nautiques (soit 15 700 km) à 10 nœuds (19 km/h). 
L'U-595 était équipé de cinq tubes lance-torpilles de 53,3 cm (quatre montés à l'avant et un à l'arrière) qui contenait quatorze torpilles. Il était équipé d'un canon de 8,8 cm SK C/35 (220 coups) et d'un canon antiaérien de 20 mm Flak. Il pouvait transporter 26 mines TMA ou 39 mines TMB. Son équipage comprenait 4 officiers et 40 à 56 sous-mariniers.

## Historique
Il reçut sa formation de base au sein de la 8. Unterseebootsflottille jusqu'au 31 juillet 1942, puis intégra sa formation de combat dans la 9. Unterseebootsflottille.
Le 28 septembre 1942, pendant une patrouille, l'U-595 subit un grave incendie dans la salle de contrôle. Il parvient à retourner à son port le jour même.
Entre juillet et octobre 1942, le sous-marin patrouilla dans l'Atlantique Nord à la recherche infructueuse de convois. L' 'U-595 fut envoyé en renfort en Méditerranée et doubla Gibraltar le 9 novembre 1942.
La seconde bataille d'El Alamein provoqua une concentration de sous-marins en Méditerranée occidentale en prévision d'une invasion amphibie alliée. Cinq sous-marins approchent les convois de l’opération Torch et deux groupes de combat (meutes de loups) sont constitués aux abords des points d'invasion. L’U-73, l’U-81, l’U-458, l’U-565, l’U-593, l’U-595, l’U-605 et l’U-617 se rassemblent autour d’Oran et formèrent le Gruppe Delphin (Groupe Dauphin)
Le 14 septembre 1942, l'U-595 est attaqué et gravement endommagé à la position 36° 38′ N, 0° 30′ E, par des charges de profondeurs de Lockheed Hudson de la 608e escadron de la RAF. En situation désespérée, le commandant échoue l'U-Boot sur une plage au nord-est d'Oran, près de Ténès, à la position 36° 16′ N, 0° 30′ E. L'équipage saborde le sous-marin à la dynamite pour éviter qu'il ne tombe entre les mains de l'ennemi.
Les quarante-cinq membres d'équipage survivent à cette destruction volontaire de leur bateau, qui ne fait pas de blessé.

## Affectations
- 8. Unterseebootsflottille du 6 novembre 1941 au 31 juillet 1942 (Période de formation).
- 9. Unterseebootsflottille du 1er août 1942 au 14 septembre 1942 (Unité combattante).

## Commandement
- Kapitänleutnant Jürgen Quaet-Faslem du 6 novembre 1941 au 14 septembre 1942.

## Patrouilles
|       | Commandant                 | Départ           | Départ | Arrivée          | Arrivée | Jours    | Succès |
| ----- | -------------------------- | ---------------- | ------ | ---------------- | ------- | -------- | ------ |
| 1     | Kptlt. Jürgen Quaet-Faslem | 23 juillet 1942  | Kiel   | 17 août 1942     | Brest   | 26 jours |        |
| 2     | Kptlt. Jürgen Quaet-Faslem | 9 septembre 1942 | Brest  | 6 octobre 1942   | Brest   | 28 jours |        |
| 3     | Kptlt. Jürgen Quaet-Faslem | 31 octobre 1942  | Brest  | 14 novembre 1942 | Coulé   | 15 jours |        |
| Total | Total                      | Total            | Total  | Total            | Total   | 69 jours | 0 t    |

Note : Kptlt. = Kapitänleutnant

### Opérations Wolfpack
L'U-595 opéra avec les Rudeltaktik (meute de loups) durant sa carrière opérationnelle.
- Steinbrinck (6-9 août 1942)
- Pfeil (12-22 septembre 1942)
- Blitz (22-26 septembre 1942)
- Tiger (26-30 septembre 1942)
- Delphin (4-14 novembre 1942)